# Horní Hrad
Horní Hrad (do roku 1948 Haunštejn) je malá vesnice, část obce Krásný Les v okrese Karlovy Vary v Karlovarském kraji. Nachází se asi 1,5 kilometru východně od Krásného Lesa. V roce 2011 zde trvale žilo 27 obyvatel.
Horní Hrad leží v katastrálním území Krásný Les o výměře 9,22 km².

## Historie
První písemná zmínka o vesnici pochází z roku 1336.

## Obyvatelstvo
| Rok            | 1869 | 1880 | 1890 | 1900 | 1910 | 1921 | 1930 | 1950 | 1961 | 1970 | 1980 | 1991 | 2001 | 2011 | 2021 |
| -------------- | ---- | ---- | ---- | ---- | ---- | ---- | ---- | ---- | ---- | ---- | ---- | ---- | ---- | ---- | ---- |
| Počet obyvatel | 116  | 88   | 97   | 125  | 114  | 85   | 105  | 48   | 31   | 21   | 17   | 13   | 17   | 27   | 20   |
| Počet domů     | 15   | 18   | 17   | 21   | 19   | 19   | 19   | 15   | 15   | 6    | 7    | 12   | 11   | 11   | 11   |

## Obecní správa
Při sčítání lidu v letech 1869–1975 byl část obce Krásný Les, se kterým patřil nejprve do okresu Jáchymov, ale v roce 1950 v okrese Karlovy Vary-okolí a v letech 1961–1976 v okrese Karlovy Vary. Od 1. ledna 1976 do 31. prosince 1991 byl částí města Ostrov v okrese Karlovy Vary. Od 1. ledna 1992 je opět částí obce Krásný Les v okrese Karlovy Vary.

## Pamětihodnosti
- Hrad Hauenštejn
- Údolní svahy východně od vesnice jsou částí národní přírodní rezervace Nebesa.
- Röckertův mlýn – č.p. 9